# La Brigue
La Brigue är en kommun i departementet Alpes-Maritimes i regionen Provence-Alpes-Côte d'Azur i sydöstra Frankrike. Kommunen ligger  i kantonen Tende som ligger i arrondissementet Nice. År 2022 hade La Brigue 741 invånare. Staden blev enligt Parisfreden en del av Frankrike efter andra världskriget, efter att tidigare tillhört Italien

## Befolkningsutveckling
Antalet invånare i kommunen La Brigue
Referens: INSEE